# Belgische kampioenschappen indoor atletiek 2003
In 2003 werden de Belgische kampioenschappen indoor atletiek Alle Categorieën gehouden op zondag 16 februari in Gent. Op deze kampioenschappen verbeterde Irina Dufour haar Belgische record polsstokhoogspringen naar 4,10 m.

## Uitslagen

### 60 m
| rang   | atleet                    | prestatie |
| ------ | ------------------------- | --------- |
| Goud   | Nathan Bongelo Bongelemba | 6,79 s    |
| Zilver | Hans Nuyts                | 6,79 s    |
| Brons  | Olivier Sekanyambo Ilunga | 6,90 s    |

| rang   | atlete            | prestatie |
| ------ | ----------------- | --------- |
| Goud   | Kim Gevaert       | 7,31 s    |
| Zilver | Katleen De Caluwé | 7,43 s    |
| Brons  | Audrey Rochtus    | 7,45 s    |

### 200 m
| rang   | atleet                | prestatie |
| ------ | --------------------- | --------- |
| Goud   | Cédric Van Branteghem | 21,29 s   |
| Zilver | Xavier De Baerdemaker | 21,74 s   |
| Brons  | Jess Vandelannoite    | 22,08 s   |

| rang   | atlete          | prestatie |
| ------ | --------------- | --------- |
| Goud   | Hanna Mariën    | 24,47 s   |
| Zilver | Wendy Den Haeze | 24,95 s   |
| Brons  | Cindy Colman    | 25,02 s   |

### 400 m
| rang   | atleet              | prestatie |
| ------ | ------------------- | --------- |
| Goud   | Tommie Van de Velde | 48,66 s   |
| Zilver | Gaspar Bosteels     | 48,80 s   |
| Brons  | Nils Duerinck       | 49,34 s   |

| rang   | atlete            | prestatie |
| ------ | ----------------- | --------- |
| Goud   | Inneke Plovie     | 56,94 s   |
| Zilver | Marleen Baggerman | 57,24 s   |
| Brons  | Katleen Suys      | 57,33 s   |

### 800 m
| rang   | atleet           | prestatie |
| ------ | ---------------- | --------- |
| Goud   | Tom Vanchaze     | 1.53,48   |
| Zilver | Gunther Keepers  | 1.54,35   |
| Brons  | Arnaud Lecoeuche | 1.54,89   |

| rang   | atlete                | prestatie |
| ------ | --------------------- | --------- |
| Goud   | Sandra Stals          | 2.04,73   |
| Zilver | Liesbeth Van De Velde | 2.16,14   |
| Brons  | Ilse Libyn            | 2.16,58   |

### 1500 m
| rang   | atleet            | prestatie |
| ------ | ----------------- | --------- |
| Goud   | Joeri Jansen      | 3.47,12   |
| Zilver | Tom Compernolle   | 3.47,18   |
| Brons  | Matthieu Vandiest | 3.47,43   |

| rang   | atlete          | prestatie |
| ------ | --------------- | --------- |
| Goud   | Fatiha Baouf    | 4.19,57   |
| Zilver | Corinne Debaets | 4.28,14   |
| Brons  | Els Van Coillie | 4.33,71   |

### 3000 m
| rang   | atleet            | prestatie |
| ------ | ----------------- | --------- |
| Goud   | Ridouane Es Saadi | 8.08,40   |
| Zilver | Monder Rizki      | 8.09,88   |
| Brons  | Yves Luyens       | 8.17,71   |

### 60 m horden
| rang   | atleet               | prestatie |
| ------ | -------------------- | --------- |
| Goud   | Jonathan N'Senga     | 7,80 s    |
| Zilver | Damien Broothaerts   | 7,83 s    |
| Brons  | Steven Van de Gender | 7,92 s    |

| rang   | atlete           | prestatie |
| ------ | ---------------- | --------- |
| Goud   | Myriam Tschomba  | 8,35 s    |
| Zilver | Élodie Ouédraogo | 8,46 s    |
| Brons  | Elisabeth Davin  | 8,68 s    |

### Verspringen
| rang   | atleet              | prestatie |
| ------ | ------------------- | --------- |
| Goud   | Jan Guns            | 7,16 m    |
| Zilver | Rudi Vanlancker     | 7,07 m    |
| Brons  | Benjamin De Vriendt | 7,06 m    |

| rang   | atlete           | prestatie |
| ------ | ---------------- | --------- |
| Goud   | Sandra Swennen   | 6,19 m    |
| Zilver | Lien Huyghebaert | 6,05 m    |
| Brons  | Tia Hellebaut    | 5,81 m    |

### Hink-stap-springen
| rang   | atleet            | prestatie |
| ------ | ----------------- | --------- |
| Goud   | Boris Jidovtseff  | 15,01 m   |
| Zilver | Frédéric Xhonneux | 14,83 m   |
| Brons  | Gert Brijs        | 14,74 m   |

| rang   | atlete                | prestatie |
| ------ | --------------------- | --------- |
| Goud   | Sandra Swennen        | 13,47 m   |
| Zilver | Lien Huyghebaert      | 12,29 m   |
| Brons  | Jessica Van de Steene | 12,20 m   |

### Hoogspringen
| rang   | atleet            | prestatie |
| ------ | ----------------- | --------- |
| Goud   | Timothy Hubert    | 2,13 m    |
| Zilver | Jesse Stroobants  | 2,10 m    |
| Brons  | Benoît Braconnier | 2,07 m    |

| rang   | atlete          | prestatie |
| ------ | --------------- | --------- |
| Goud   | Tia Hellebaut   | 1,90 m    |
| Zilver | Ellen Cochuyt   | 1,80 m    |
| Brons  | Isabel Poelmans | 1,68 m    |

### Polsstokhoogspringen
| rang   | atleet            | prestatie |
| ------ | ----------------- | --------- |
| Goud   | Thibaut Duval     | 5,20 m    |
| Zilver | Kevin Rans        | 5,00 m    |
| Brons  | Sébastien Hoffelt | 4,90 m    |

| rang   | atlete          | prestatie   |
| ------ | --------------- | ----------- |
| Goud   | Irina Dufour    | 4,10 m (NR) |
| Zilver | Karen Pollefeyt | 3,75 m      |
| Brons  | Elke Andries    | 3,70 m      |

### Kogelstoten
| rang   | atleet          | prestatie |
| ------ | --------------- | --------- |
| Goud   | Wim Blondeel    | 17,08 m   |
| Zilver | Filip Eeckhout  | 16,45 m   |
| Brons  | François Rausin | 15,40 m   |

| rang   | atlete           | prestatie |
| ------ | ---------------- | --------- |
| Goud   | Veerle Blondeel  | 15,36 m   |
| Zilver | Margot Mentens   | 13,39 m   |
| Brons  | Sophie Verlinden | 13,36 m   |

1985 ·
1986 ·
1987 ·
1988 ·
1989 ·
1990 ·
1991 ·
1992 ·
1993 .
1994 ·
1995 .
1996 ·
1997 ·
1998 .
1999 ·
2000 .
2001 · 
2002 · 
2003 · 
2004 · 
2005 · 
2006 · 
2007 · 
2008 · 
2009 · 
2010 · 
2011 · 
2012 · 
2013 · 
2014 ·
2015 ·
2016 ·
2017 ·
2018 ·
2019 ·
2020 ·
2021 ·
2022 ·
2023 ·
2024 ·
2025